# 비 그치다
비 그치다(雨あがる, When the Rain Lifts)는 프랑스에서 제작된 코이즈미 타카시 감독의 1999년 드라마 영화이다. 테라오 아키라 등이 주연으로 출연하였고 하라 마사토 등이 제작에 참여하였다.

## 출연

### 주연
- 테라오 아키라
- 미야자키 요시코

### 조연
- 미후네 시로
- 단 후미
- 이가와 히사시
- 요시오카 히데타카
- 하라다 미에코
- 마츠무라 타츠오
- 카토 타카유키
- 나카다이 타츠야
- 야마구치 츠토무
- 류 다이스케
- 모리츠카 빈
- 나가사와 마사요시
- 시모카와 타페이
- 코엔 오쿠무라
- 오타카라 토모코
- 스즈키 미에
- 주시 타카오
- 스기자키 아키히코
- 미야코야 우타로쿠
- 이토 테츠야
- 오구마 쿄코
- 타케노우치 케이키
- 사사키 마사아키
- 무네키요 시오리
- 요시다 토루
- 마츠이 노리오
- 토리키 모토히로
- 사쿠라이 마사루
- 코다마 켄지
- 노구치 마사히로
- 스즈키 쇼고
- 마츠다 나오키
- 타나카 테루히코
- 사와야마 유지
- 타니구치 코이치
- 오카야마 하지메
- 요자 요시아키
- 아즈하타 마사카즈
- 모리야마 유코
- 아소 나미
- 타와라 하지메
- 신토미 시게오
- 시게키 카즈노리
- 이마무라 코이치
- 요코타 에이지

## 제작진
- 원작자: 야마모토 슈고로
- 라인프로듀서: 사쿠라이 츠토무
- 협력프로듀서: 아라키 미야코
- 협력프로듀서: 엘리 슈라키
- 협력프로듀서: 요시다 카요
- 미술: 무라키 요시로
- 의상: 쿠로사와 카즈코